# البطولات الوطنية الأمريكية 1902 (كرة مضرب)
قائمة بالأبطال في 1902 البطولات الوطنية الأمريكية لكرة المضرب (المعروفة الآن باسم أمريكا المفتوحة):

## الكبار

### فردي رجال
ويليام لارنيد هزم  رينالد دوهيرتي 4-6 6-2 6-4 8-6

### فردي سيدات
ماريون جونس هزم  إيليزابيث مور 6-1, 1-0, ret.